# Hochdorf (Lucerne)
Pour les articles homonymes, voir Hochdorf.
Hochdorf est une commune suisse du canton de Lucerne, située dans l'arrondissement électoral de Hochdorf.

Vue aérienne par Walter Mittelholzer (1919)

## Culture et patrimoine

### Héraldique
| Blason | Blasonnement : D'or au chevron de gueules accompagné de trois feuilles de trèfles de sinople, deux en chef et une en pointe |

### Personnalités liées à la commune
- Jakob Frey (1681-1752), graveur, y est né.
- Erich Maechler, coureur cycliste professionnel